# Alan Jolly
Sir Alan Jolly, GCB, CBE, DSO (* 12. November 1910 in Melbourne, Victoria, Australien; † 15. September 1977 in Wallingford, Berkshire) war ein britischer Offizier der British Army, der unter anderem zuletzt von 1966 bis 1969 Generalquartiermeister (Quartermaster-General to the Forces) war.

## Leben
Alan Jolly trat 1931 als Offizier in die Panzertruppe (Royal Tank Regiment) der British Army ein und diente nach anderen Verwendungen zwischen 1936 und 1937 in der North West Frontier in Britisch-Indien. Nach verschiedenen weiteren Verwendungen als Offizier und Stabsoffizier wurde er während des Zweiten Weltkrieges am 10. April 1944 als Lieutenant-Colonel Kommandeur (Commanding Officer) des 144th Regiment Royal Armoured Corps und verblieb auf diesem Posten bis zum 28. Februar 1945. Er nahm mit seinem Regiment in der Normandie an der Zweiten Schlacht von Odon (15. bis 17. Juli 1944) und der Operation Astonia (10. 12. September 1944) sowie später an der Ardennenoffensive (16. Dezember 1944 bis 21. Januar 1945) teil. Am 1. März 1945 wurde er Kommandeur des 4th Royal Tank Regiment und nahm mit diesem an der Operation Plunder (23. bis 27. März 1945) teil, der Angriff britischer, kanadischer und amerikanischer Truppen über den Rhein im Bereich Rees, Wesel und Dinslaken. Für seine Verdienste im Zweiten Weltkrieg wurde ihm 1944 der  Distinguished Service Order (DSO) verliehen.
Nach Kriegsende fand Jolly zahlreiche weitere Verwendungen als Offizier sowie Stabsoffizier und wurde 1946 als Officer des Order of the British Empire (OBE) ausgezeichnet. Er war zudem Absolvent des Staff College Camberley, des Combined Staff College (CSC) sowie des Imperial Defence College (IDC) in London. 1955 wurde er zum Commander des Order of the British Empire erhoben. Im November 1956 wurde er als Brigadier Kommandeur der 25th Armoured Brigade und hatte dieses Kommando bis Juni 1957 inne. Anschluss war er zwischen Oktober 1957 und November 1959 stellvertretender Generalquartiermeister (Deputy Quartermaster-General) der in Deutschland stationierten Britischen Rheinarmee BAOR (British Army of the Rhine). Im November 1959 übernahm er als Major-General von Major-General Geoffrey Musson den Posten als Kommandeur der 5. Division (General Officer Commanding, 5th Division) und hatte diesen bis Juni 1960 inne. Im Juni 1960 wurde er Kommandeur der neu aufgestellten 1. Division (1st Division), die als Teil der Britischen Rheinarmee in Verden an der Aller stationiert war. Er hatte diese Funktion bis November 1961 inne und wurde daraufhin von Major-General Thomas Pearson abgelöst.
Danach war Major-General Alan Jolly zwischen November 1961 und April 1962 Chef des Stabes des Heereskommandos Süd (Chief of Staff, Southern Command) sowie danach von Juni 1962 bis April 1964 im Kriegsministerium (War Office) Vize-Generalquartiermeister (Vice-Quartermaster-General). Für seine Verdienste in dieser Funktion wurde er 1962 Companion des Order of the Bath. Am 13. Juni 1964 wurde er zum Knight Commander des militärischen Zweiges des Order of the Bath (KCB (Mil)) geschlagen, so dass er seitdem den Namenszusatz „Sir“ führte. Nach seiner Beförderung zum Lieutenant-General wurde er im Juni 1964 Nachfolger von Lieutenant-General Sir Reginald Hewetson als Oberkommandierender der britischen Landstreitkräfte im Fernen Osten (General Officer Commanding-in-Chief, Far East Land Forces). Diese Funktion behielt er bis Juli 1966 und wurde danach von Lieutenant-General Sir Michael Carver abgelöst.
Zuletzt wurde Sir Alan Jolly zum General befördert und löste im September 1966 General Sir Charles Leslie Richardson als ab und verblieb auf dieser Stelle bis zu seinem Eintritt in den Ruhestand im September 1969, woraufhin General Sir Antony Read ihn ablöste. Für seine langjährigen Verdienste wurde er am 8. Juni 1968 zum Knight Grand Cross des militärischen Zweiges des Order of the Bath (GCB (Mil)) erhoben.